# Девушки в опасности
«Девушки в опасности» (англ. Damsels in Distress) — американская комедия сценариста и режиссёра Уита Стиллмана. Впервые фильм был показан на закрытии 68-го Венецианского международного кинофестиваля и затем на Международном кинофестивале в Торонто в начале сентября 2011 года. В прокат фильм вышел 6 апреля 2012 года.
По словам Стиллмана он хотел сделать фильм «о четырёх девушках из общежития, которые пытаются вести себя цивилизованно в нецивилизованном мире».

## Сюжет
Студентка колледжа Вайолет вместе с двумя своими подругами занимается общественной деятельностью в «Клубе предотвращения самоубийств». Там девушки помогают депрессивным студентам бороться с этим недугом, для чего используют пончики, кофе и чечётку. Однажды подруги обращают внимание на новенькую студентку Лили, которая перевелась из другого колледжа. Вайолет принимает Лили в свою компанию и позволяет жить в своей комнате. Общаясь с Вайолет Лили замечает, что та помешана на чистоте и болезненно относится к неприятным запахам. Позже Лили узнаёт, что Вайолет в детстве страдала от навязчивых состояний, а сейчас придумала себе новую личность и живёт под другим именем и фамилией. Лили находит странным, что человек с психическими проблемами занимается помощью людям склонным к суициду. Кроме всего прочего у Вайолет есть и несколько глобальных идей, например, она хочет создать свой собственный танец или сделать парней более гигиеничными и заставить их чаще мыться.
Большинство проблем этих девушек связаны с мальчиками. Вайолет вообще считает, что не нужно встречаться с людьми «круче» себя. Во-первых это всегда стресс, а во-вторых девушка, если она умнее своего молодого человека, делает хорошее дело, помогая юноше развиваться и расти над собой. По этой причине её Фрэнк не очень умный парень. Однажды он вообще уходит к одной «суициднице», которой Вайолет пыталась помочь. Это событие вгоняет в депрессию уже саму Вайолет. Лили же невольно разбивает одну сложившуюся пару ради понравившегося ей Завьера, от которого потом сама сбегает из-за его фанатичной приверженности специфическому религиозному учению катаров. Параллельно она дружит с Чарли, который оказывается не тем за кого себя выдаёт и так же выдумал себе другую личность. На самом деле он студент, который сидит в колледже уже восьмой год. На него обращает внимание и Вайолет.

## В ролях

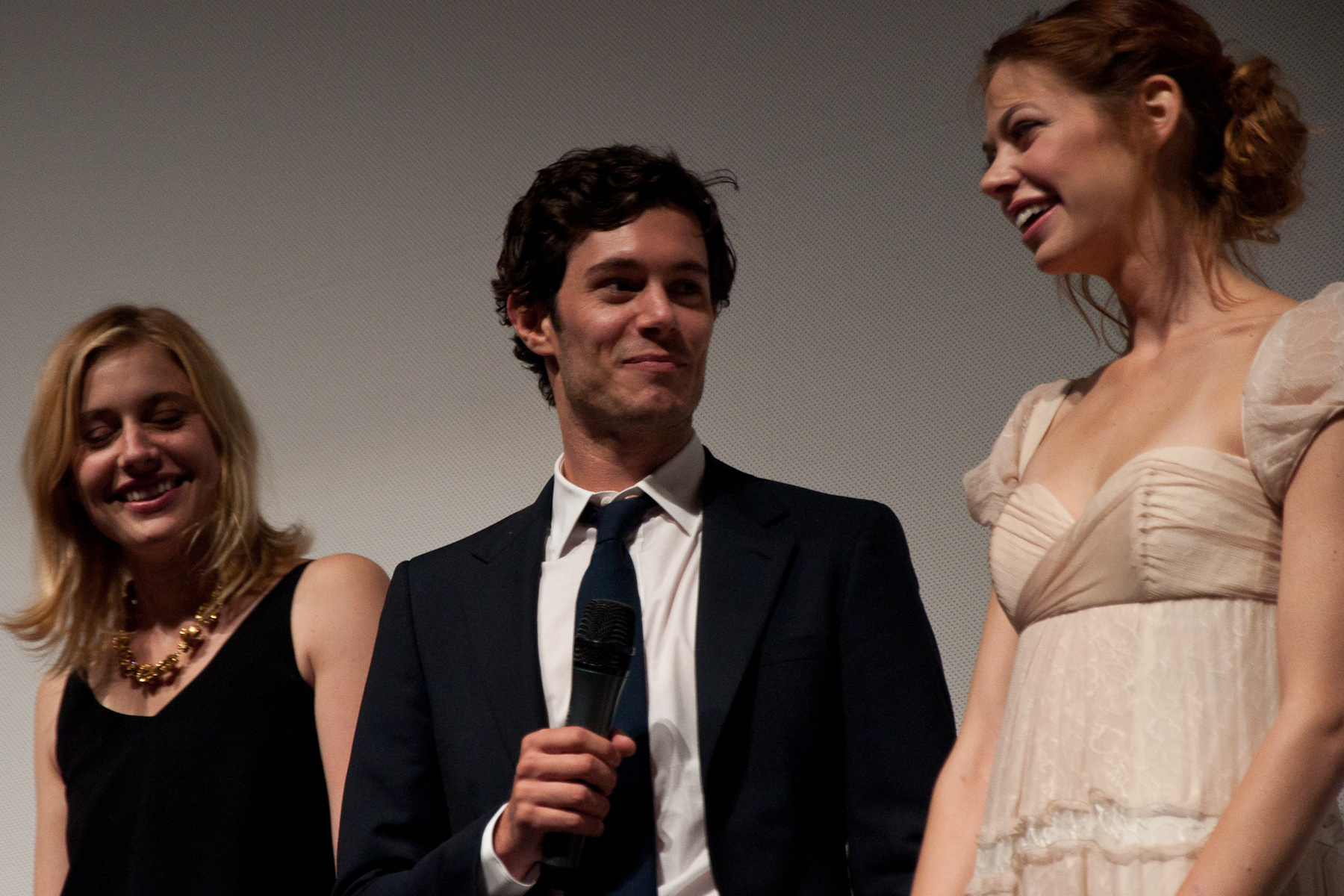
Грета Гервиг, Адам Броди и Анали Типтон на Кинофестивале в Торонто в 2011 году

- Грета Гервиг — Вайолет Уистер / Эмили Чирик
- Адам Броди — Чарли Уолкер / Фред Пакинстакер
- Анали Типтон — Лили
- Кэрри Маклеморе — Хезер
- Мегалин Эчиканвоке — Роуз
- Хьюго Бекер — Завьер
- Райан Меткалф — Фрэнк
- Билли Магнуссен — Тор
- Кэйтлин Фицджеральд — Прис
- Жермен Кроуфорд — Джимбо
- Алия Шокат — Мэдж
- Обри Плаза — Дебби
- Зак Вудс — Рик Девулф
- Мередит Хагнер — Алис

## Рецензии и награды
Критиками фильм был принят в основном положительно. На сайте Rotten Tomatoes рейтинг «свежести» фильма 75 % на основе 140 рецензий.
На Международном кинофестивале в Дублине Грета Гервиг получила приз в номинации «лучшая актриса».